# 凯塔萨赖
凯塔萨赖（Kheta Sarai），是印度北方邦Jaunpur县的一个城镇。总人口16228（2001年）。

## 人口
该地2001年总人口16228人，其中男性8389人，女性7839人；0—6岁人口2920人，其中男1525人，女1395人；识字率50.23%，其中男性为59.39%，女性为40.43%。